# Husan
Husan (en árabe, حوسان) es una localidad palestina ubicada a nueve kilómetros al oeste de Belén, en la propia Gobernación de Belén. Según la Oficina Central de Estadísticas de Palestina, Husan tenía una población de 8.095 habitantes en 2024.
Husan se encuentra en la denominada "zona de costuras" de Cisjordania, es decir, está en territorio palestino pero separada del resto de comunidades palestinas por el muro de separación israelí de Cisjordania.

## Etimología
En árabe, husan significa "bondad y belleza". El nombre de la localidad podría también ser una derivación del monasterio de Hassan, cuyo nombre habría derivado a Husan. En 1881, Edward Henry Palmer escribió que significaba "hovering round" ("sobrevolando").

## Historia
Los restos arqueológicos más antiguos encontrados en la localidad datan de la Edad de Hierro. Otros restos trazan su historia a la época posterior al exilio babilónico y a la Edad Media. Los habitantes originales de Husan llegaron desde la península arábiga en el siglo III. También se ha encontrado cerámica de la época de dominio bizantino en la región.

### Imperio Otomano
Como el resto de Palestina, Husan se incorporó al Imperio Otomano en 1517. En un censo de 1596, la aldea aparecía en los registros de impuestos como perteneciente a la nahiya de Quds, en el liwa de Quds. Tenía una población de 12 hogares, todos ellos musulmanes, y pagaba impuestos por trigo, cebada, cosechas estivales, viñedos y frutales, huertas de verduras y frutas, ingresos ocasionales, cabras y/o panales de abejas.
Cuando el explorador francés Victor Guérin pasó por primera vez por Husan en junio de 1863, anotó que se encontraba en la cima de una montaña. Posteriormente, en agosto de ese mismo año, dejó escrito que en la aldea vivía un reducido número de personas, y que las casas se encontraban agrupadas alrededor de una torre.
Un listado otomano de aldeas de cerca del año 1870 registró una población de 115 habitantes en Husan, los cuales vivían en 28 casas, si bien este censo solo tenía en cuenta a los hombres. Husan aparecía listada como una aldea llana en el Distrito de Hebrón, al oeste de las Piscinas de Salomón.
En 1883, el Estudio de Palestina Occidental del Fondo para la Exploración de Palestina describía a Hausan como una pequeña aldea de piedra sobre una cresta llana, con un pronunciado valle hacia el norte y un pozo hacia el sur.
En 1896, la población de Husan se calculaba en unas 258 personas.

### Mandato Británico de Palestina

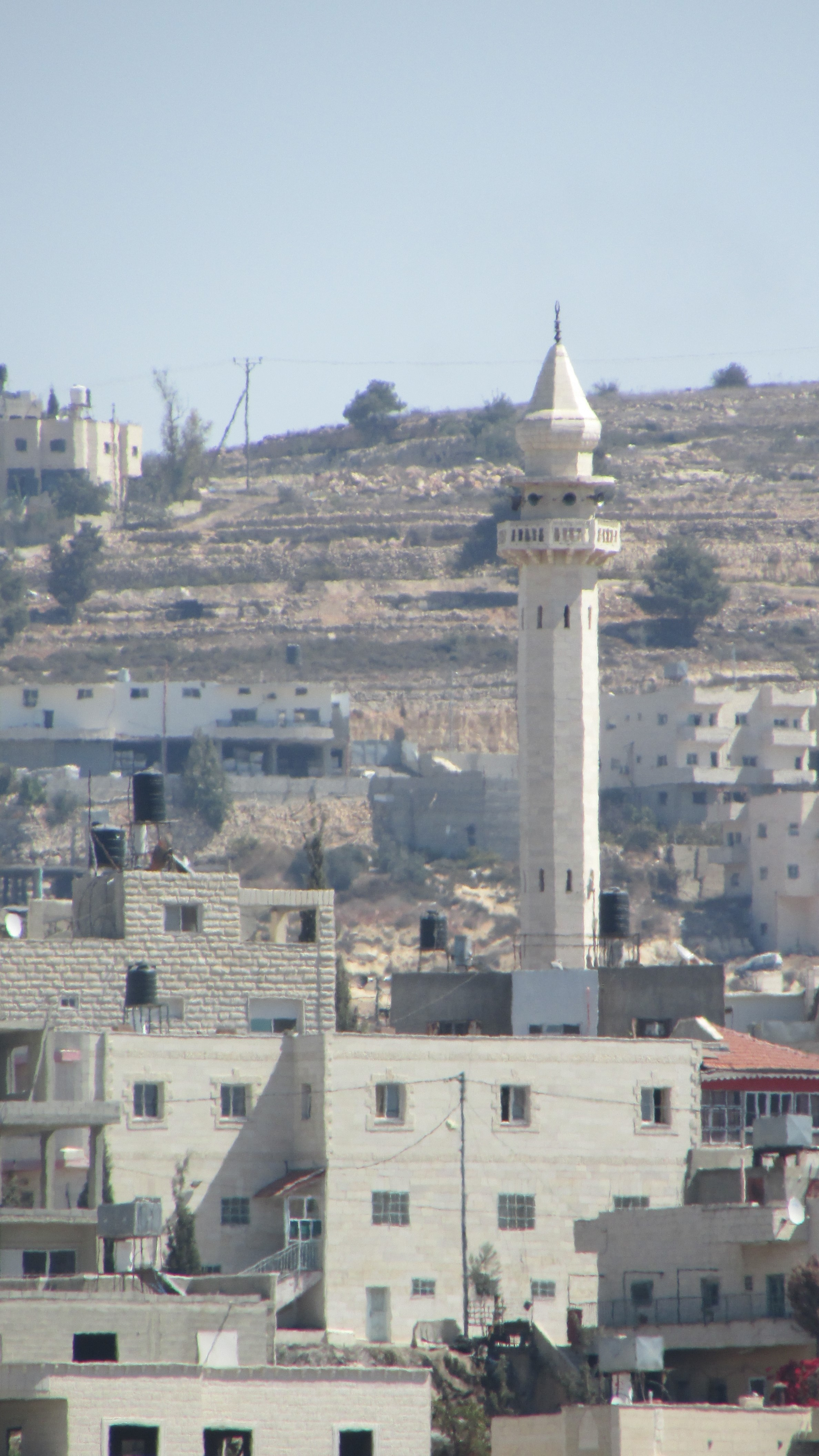
Mezquita en Husan (2018).

En el censo de Palestina de 1922, llevado a cabo por las autoridades del Mandato británico de Palestina, Husan tenía una población 396 habitantes, todos ellos musulmanes, de los que 219 eran hombres y 177 mujeres. Su población había aumentado en el censo de 1931, en el que se registraron 540 habitantes, todos ellos musulmanes, que vivían en 122 casas.
En un estudio oficial de tierras y población desarrollado en 1945, Husan tenía 770 habitantes, todos ellos musulmanes, que poseían 7.252 dunams (unas 725 hectáreas) de tierra. De estas tierras, 1.972 dunams estaban dedicadas al cultivo de cereales, mientras que 37 tenían carácter de zona urbana.

### Ocupación jordana
Como resultado de la guerra árabe-israelí de 1948, tras los acuerdos de armisticio de 1949, Husan y el resto de Cisjordania y Jerusalén Este quedaron bajo ocupación jordana. Posteriormente, ambos territorios fueron anexionados por Jordania, movimiento que tuvo apenas reconocimiento internacional. En 1961, la población de Husan era de 1.073 habitantes.

### Ocupación israelí
Tras la victoria israelí en la Guerra de los Seis Días de 1967, Husan ha permanecido bajo ocupación militar israelí como el resto de Cisjordania, Jerusalén Este, la Franja de Gaza y los Altos del Golán. Debido a las restricciones ocasionadas por la ocupación, muchos de los habitantes de Husan han perdido sus empleos y la situación económica ha empeorado dramáticamente, obligando a muchos a trabajar en el sector servicios y en la agricultura para ganarse la vida. Desde 1996, Husan cuenta con un ayuntamiento actualmente formado por diez miembros, todos ellos nombrados por la Autoridad Nacional Palestina. Según los Acuerdos de Oslo, el 7,2% de la superficie municipal de Husan está calificada de Área B (bajo control administrativo palestino y control militar israelí), mientras que el 92,8% restante se define como Área C (bajo pleno control militar y administrativo israelí).
La población registrada en el censo israelí de 1967 era de 1.149 habitantes. En 1978, la superficie municipal de Husan era de 7.134 dunams (poco más de 7 kilómetros cuadrados). Sin embargo, la construcción del asentamiento israelí de Beitar Illit y las expropiaciones de tierras llevadas a cabo por el ejército israelí han reducido la superficie municipal hasta los 1.425 dunams (algo menos de 1,5 kilómetros cuadrados).
El 27 de octubre de 1996, un colono israelí armado mató a golpes a un niño palestino de 10 años tras un supuesto incidente en el que el niño habría tirado piedras a los vehículos que pasaban. Dos días después, el ejército israelí respondió con gases lacrimógenos a las manifestaciones surgidas en el entierro del niño, dejando a otro habitante de Husan herido. Ese mismo día se impuso el toque de queda militar en la localidad. Los habitantes locales se quejaron de la desigualdad ante la ley a la que se enfrentan los palestinos con respecto a los colonos judíos que viven frente a ellos: "si un árabe hubiera hecho eso a un niño judío, habría sido enviado a la cárcel de por vida y habrían destruido la casa de su familia", declaró un joven de Husan.

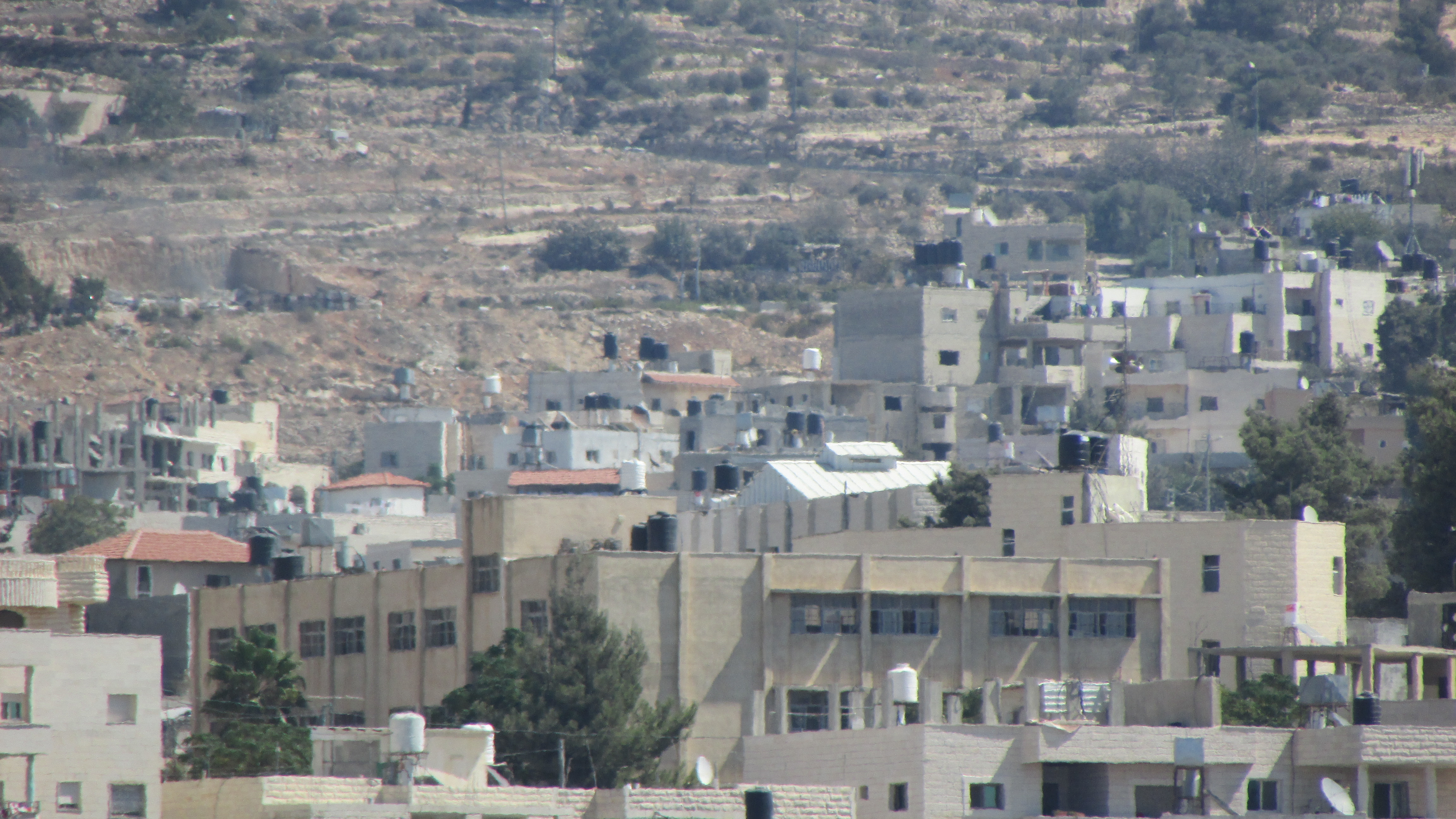
Edificios de Husan en 2018

El 6 de julio de 2002, la policía de fronteras israelí disparó un tendero palestino llamado Mahmoud Hassan a-Shusha, de 35 años, cuando este salía de su tienda. Murió cinco días después como consecuencia de las heridas recibidas. El 20 de octubre de 2005, durante una incursión israelí en la localidad, un chico de 17 años llamado Akram Taysir Mahmoud Za'ul murió abatido por soldados israelíes cuando iba a arrojarles un cóctel molotov.
Los ataques por parte de colonos israelíes de la vecina Beitar Illit son muy comunes en Husan. Por ejemplo, el 16 de mayo de 2014, un grupo de colonos realizaron una incursión en la localidad y destrozaron 58 árboles de una huerta local. El 3 de junio de 2018, un grupo de colonos destrozaron coches y casas de Husan y pintaron eslóganes racistas y nacionalistas. De igual manera, las incursiones y toques de queda del ejército israelí se han sucedido desde el inicio de la ocupación. Por ejemplo, en marzo de 2008, una serie de vehículos militares israelíes se adentraron en la localidad lanzando granadas aturdidoras e impusieron un toque de queda.
El 22 de julio de 2014, Mahmoud Saleh 'Ali Hamamreh, un tendero de 29 años de la localidad, salió de su tienda para observar los enfrentamientos que estaban teniendo lugar durante una incursión israelí en Husan. Un soldado israelí lo mató de un disparo en el pecho. Al día siguiente, nuevos enfrentamientos tuvieron lugar entre los asistentes al funeral de Mahmoud y la policía de fronteras israelí, en los que un joven de 20 años, Muhammad Qassem Muhammad Hamamreh, murió de un disparo en el pecho efectuado por un policía israelí. A finales de agosto de este mismo año, Israel anunció la expropiación de nuevos terrenos de cinco localidades palestinas, una de las cuales es Husan. La ONG israelí Paz Ahora denunció que se trata de la mayor expropiación en treinta años.
El 4 de marzo de 2016, una habitante de Husan llamada Amani Hussni 'Abdallah Sabatin, de 33 años, golpeó con su vehículo a un oficial israelí y fue abatida inmediatamente por las fuerzas israelíes cercanas. El oficial israelí sufrió heridas leves.
En los meses de enero y febrero de 2017 se registraron incidentes de lanzamiento de piedras sobre la autovía regional 375, con resultado de algunas heridas. Estos incidentes llevaron al ejército israelí a adoptar medidas para garantizar la seguridad de los colonos que conducen por la zona.

## Educación
En 2009 había cinco escuelas en Husan, dos femeninas y tres masculinas, a cargo del Ministerio de Educació de Palestina. Una de estas escuelas locales se llama Tal al-Rabee.